# Броссе, Диего
Диего Броссе (фр. Diego Brosset; 3 октября 1898, Буэнос-Айрес, Аргентина — 20 ноября 1944, Шампанье (Верхняя Сона), Франция) — французский военнослужащий, дивизионный генерал, участник Первой мировой войны, командир 1-й французской свободной пехотной дивизии. Кавалер Ордена Освобождения.

## Биография
Родился Диего Броссе 3 октября 1898 года в Буэнос-Айресе, в семье судьи Лионне. В возрасте 2-х лет прибыл во Францию. Во время Первой мировой войны нанялся добровольцем на уровень второго класса. 7 сентября 1916 года сражался в составе 28-го батальона альпийских стрелков. 23 февраля 1918 года был назначен капралом, а 16 сентября того же года сержантом.
После Первой мировой войны пошёл стажироваться на курсанта в Исудён и получил звание 20 апреля 1919 года. 13 августа того же года получил звании аджюдана. В 1920 году поступил в Военную пехотную школу, а затем уехал в Сен-Мексан, откуда, в 1921 году вернулся младшим лейтенантом. Затем 15 лет служил в Сахаре, Мавритании, в Южном Алжире, Южном Марокко и в так называемом в французском Судане (Мали). Распоряжением от 26 декабря 1927 года был награждён орденом Почётного легиона. В 1930 году был повышен до звания капитана.

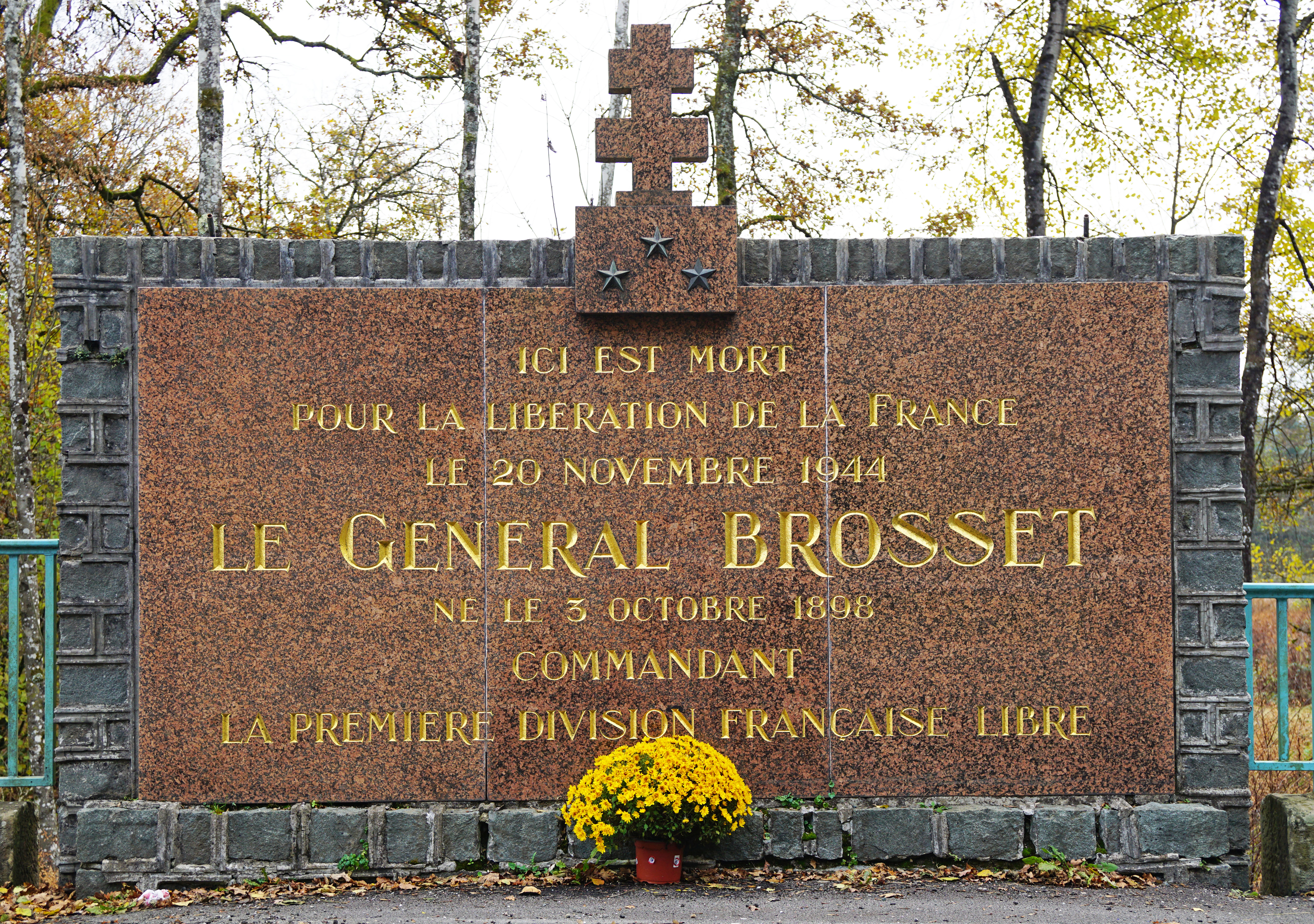
Монумент Диего Броссе в Шампани

Вернувшись во Францию женился на Жаклин Мангин (р.1910 — у. 2000), дочери генерала Чарльза Мангина. С 1933 года по 1937 год служил офицером по делам коренных народов Южного Марокко, командующим сектором Акка. Получив диплом по восточным языкам, в 1937 году поступил в Военное училище. В начале войны он был отправлен в Генеральный штаб колониального корпуса. В апреле 1940 году был назначен профессором по стратегии и тактике в Высшей военной школе Боготы в Колумбии.
27 июня 1940 года присоединился к Шарль де Голлю, и в октябре уже покинул Колумбию. В декабре 1940 года был назначен подполковником. Весной 1941 года он служил штатным офицером генерала де Голля, также сопровождал его в британских колониях в Чаде, Египте, Сомали и Кении. В 1941 году был отправлен на миссию в Эфиопию, а затем был назначен начальником штаба генерала Катру.
10 апреля 1941 года военный суд режима Виши, заседающий в Ганне, заочно приговорил его к смертной казни «за преступления и махинации против единства и сохранения Родины». В октябре 1941 года назначается полковником и ответственным за восточную Сирию, а в январе 1943 года берёт на себя командование второй колониальной бригадой. Затем, сражается в Ливии, а позже и в Тунисе, где в боях особенно выделяется его бригада.
С 1 августа 1943 года Броссе был назначен бригадным генералом и стал командиром 1-й Свободной французской дивизией, сменив генерала Кёнига. Он участвовал в битве за захват Рима. Погиб при исполнении служебных обязанностей в автоаварии.